# راکیتنویه (استان بلگورود)
راکیتنویه (انگلیسی: Rakitnoye, Belgorod Oblast) یک شهرک در بخش راکیتیانسکی استان بلگورود کشور روسیه است.